# Grime
El Grime és un gènere de música electrònica que va sorgir als barris londinencs de Barking i Dagenham, Tower Hamlets, Newham, Barnet, Waltham Forest i Hackney, a principis dels anys 2000. Es va desenvolupar a partir de l'UK garage amb influències de l'oldschool jungle, el dancehall i la música hip hop.

Es caracteritza pels ràpid i sincopats breakbeats, generalment al voltant de 140 beats per minut, les baixes freqüències de greus, entorn els 40 Hz, i un so obscur i agressiu amb línies de baix pesades i potents. Els temes es componen sovint de manera exclusivament instrumental, i quan contenen lletres aquestes giren al voltant de descripcions descarnades de la vida urbana o de temàtica futurista.

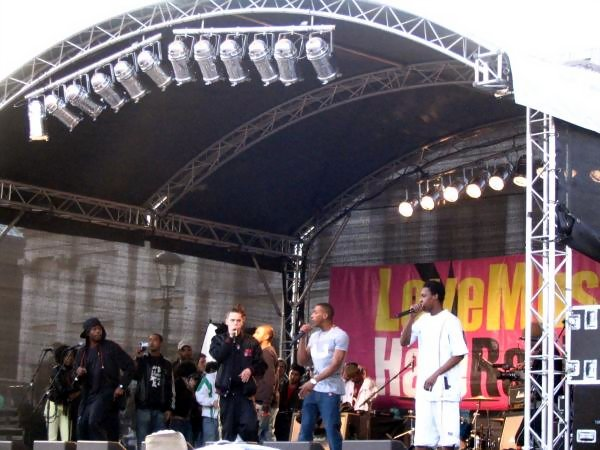
Roll Deep actuant al festival Love Music Hate Racism el 2006

Es va estendre inicialment entre les emissores de ràdio pirates, com Rinse FM i Major FM, i l'escena alternativa abans d'aconseguir un cert reconeixement al Regne Unit a mitjan anys 2000 a través d’artistes com Dizzee Rascal, Kano, Lethal Bizzle i Wiley. A mitjans de la dècada de 2010, el grime va començar a ser conegut al Canadà. El gènere ha estat descrit com el «desenvolupament musical més significatiu al Regne Unit durant dècades». El grime es considera generalment diferent del hip hop a causa de les seves arrels en l'UK garage i el jungle.